# Vigilancio (militar)
Vigilancio (Vigilantius) fue un militar romano que sirvió bajo el gobierno de  Honorio. Es conocido por haber dirigido la caballería romana en Italia durante los primeros meses de la segunda invasión de Italia por Alarico.

## Biografía
Tras la caída de Estilicón y el ascenso al poder de Olimpio, este realizó una purga de los seguidores del general dentro del ejército y la Administración. En este contexto fue nombrado en el 408 comes domesticorum equitum (comandante de la caballería de palacio) por el nuevo hombre fuerte. Sucedió en el cargo a Salvio, asesinado junto a otros oficiales en un motín instigado por Olimpio en Ticinum (Pavía). Probablemente, era de origen romano ya que Olimpio lideraba la facción anti-bárbara dentro de la corte de Rávena. 
El siguiente año 409 y tras el primer asedio de Roma por los visigodos, fue promovido a magister equitum, cargo en el sucedió a Turpilio. Su capacidad militar tuvo que ser muy limitada ya que Zósimo dijo de él y de los oficiales nombrados por Olimpio que solo eran «aptos para suscitar desprecio en el enemigo». En efecto, no fueron capaces de organizar una mínima resistencia frente a los visigodos y estos pudieron actuar sin oposición dentro de la península italiana.
El fracaso en la política seguida desde su nombramiento llevó a que Olimpio perdiese el favor de Honorio y fuese  destituido en febrero del 409. Jovio, el nuevo hombre  fuerte de la corte instigó un motín en Rávena durante el que los soldados exigieron la destitución de la cúpula militar. Honorio promulgó entonces un decreto ordenando su destierro, sin embargo, cuando eran trasladados en barco, sus vigilantes lo asesinaron por orden de Jovio.